# Ferran Ferrús i Ezquerra
Ferran Ferrús i Ezquerra (Barcelona, 21 d'octubre de 1921 - Barcelona, 10 de maig de 1997) fou un futbolista català de la dècada de 1940.

## Trajectòria
Es formà al FC Barcelona, jugant a l'infantil durant la Guerra Civil i al primer equip l'any 1939. L'any 1940 fitxà pel Terrassa FC, club on jugà a alt nivell durant quatre temporades. El 1944 ingressà al RCD Espanyol disputat 16 partits de lliga amb el club. Jugà cedit al Reus Deportiu el 1945. La temporada 1946-47 fitxà pel Reial Madrid, on guanyà la Copa del Rei l'any 1947. Defensà els colors de la UD Huesca les temporades 1948-49 i 1949-50. També fou jugador de UE Sant Andreu i CF Badalona.